# Suillus acidus
Suillus acidus är en svampart som först beskrevs av Peck, och fick sitt nu gällande namn av Rolf Singer 1945. Suillus acidus ingår i släktet Suillus och familjen Suillaceae.   Inga underarter finns listade i Catalogue of Life.